# Kerry Orent
Kerry Orent ist ein US-amerikanischer Film- und Fernsehproduzent. Für die Produktion des Spielfilms Michael Clayton war er bei der Oscarverleihung 2008 für den Oscar nominiert.
Orent begann Anfang der 1980er als Produktionsmanager im Filmgeschäft zu arbeiten. Ab 1988 begann er auch als Produzent zu arbeiten. Bis 2000 war er vor allem im Filmgeschäft etabliert, ab 2001 begann er außerdem für das Fernsehen zu arbeiten. Hier begann er für den Sender FX Network zu arbeiten, wo er sich vor allem um das Budget der Fernsehserie Rescue Me kümmerte. Anschließend produzierte er für Universal Cable Productions die Dramedy-Serie Royal Pains sowie Unforgettable für CBS.

## Filmografie (Auswahl)
- 1988: Der Prinz von Pennsylvania (The Prince of Pennsylvania)
- 1994: Little Odessa
- 1995: Engel und Insekten (Angels and Insects)
- 1996: Flirting with Disaster – Ein Unheil kommt selten allein (Flirting with Desaster)
- 1997: Cop Land
- 2000: The Yards – Im Hinterhof der Macht (The Yards)
- 2001: Kate & Leopold
- 2001–2002: Der Job (The Job, Fernsehserie)
- 2003: Es bleibt in der Familie (It Runs in the Family)
- 2004–2011: Rescue Me (Fernsehserie)
- 2007: Michael Clayton
- 2009: Canterbury’s Law (Fernsehserie)
- 2009: Duplicity – Gemeinsame Geheimsache (Duplicity)
- 2010: Rubicon (Fernsehserie)
- 2011–2012: Royal Pains (Fernsehserie)
- 2011: Blood Ties – Biss aufs Blut (Blood Ties, Fernsehserie)
- 2013–2014: Unforgettable (Fernsehserie)
- 2014: The Affair (Fernsehserie)
- 2015–2016: Sex&Drugs&Rock&Roll (Fernsehserie)
- 2016–2017: The Get Down (Fernsehserie)
- 2019: The Report